# Isku (robotbåt)
Isku (826) (tidigare 60 och 829) var en experimentell finländsk robotbåt som byggdes för den finländska marinens räkning år 1970. Konstruktionen kombinerade bestyckningen från en robotbåt med skrovet från ett landstigningsfartyg. Sjömålsrobotarna togs dock senare bort och fartyget har använts som testbedd för olika sjötekniska lösningar.